# دفايتا فيداتا
دفايتا فيدانتا (بالسنسكريتية: द्वैत वेदान्त) هي مدرسة فرعية في تقاليد الفيدانتا في الفلسفة الهندوسية. كما تعرف باسماء بيهدافاتا. تاتافادا و بيمبابراتيبيمبافادا، دفايتا وفيدانتا. تأسست من قبل العالم من القرن 13 مادهفاتشاريا. تعتقد مدرسة دفايتا فيدانتا يعتقد أن لوجود  الإله (وهو فيشنو، الروح الأعلى) والنفس الفردية (جيفا) لهما وجود مستقل، وهما متميزتين عن بعضهما. وهذا يختلف مع مفاهيم المدرستين الفرعيتين الأخرتين من مدارس الفيدانتا الرئيسيتين،  وهما: مدروسة أدفايتا فيدانتا التي تعتقد على عدم وجود الثنائية وأن الروح وبرهما، الوجود المطلق، هما نفس الشيء؛ ومدرسة فيشيشتادفايتا التي تعتقد على عدم وجود الثنائية وأن الروح وبرهما، الوجود المطلق، هما مختلفتين ولكن مع القدرة على أن تكونا متطابقتين.

## التسمية
دفايتا (द्वैत) هي كلمة سنسكريتية تعني «الازدواجية، ثنائية». وهو مصطلح يطلق على فرضية، خاصة في اللاهوت، تقول عن امكانية  وجود مبدئين (مثل الإله الأبدي والروح الفانية)، بشكل متداخل وبشكل مستقل في نفس الوقت.